# Bleheratherina pierucciae
Bleheratherina pierucciae is een straalvinnige vissensoort uit de familie van de koornaarvissen (Atherinidae). De wetenschappelijke naam van de soort is voor het eerst geldig gepubliceerd in 2009 door Aarn & Ivantsoff.